# یواس‌اس انتدون (ای‌اس-۲۴)
یواس‌اس انتدون (ای‌اس-۲۴) (به انگلیسی: USS Anthedon (AS-24)) یک زیردریایی است که طول آن ۴۹۲ فوت (۱۵۰ متر) می‌باشد. این زیردریایی در سال ۱۹۴۳ ساخته شد.